# Guerre de la Marmite
La guerre de la Marmite, (en néerlandais : Keteloorlog) est un bref incident militaire — dénué de faits d'armes importants — ayant opposé, en octobre 1784, l'Empereur Joseph II du Saint-Empire et les Provinces-Unies. Le conflit doit son nom à son unique « victime » : une marmite qui, le 8 octobre 1784, fut brisée par un projectile alors qu'elle était posée sur le pont du Louis, un des deux navires chargés par l'empereur de remonter et de descendre l'Escaut,.

## Origine du nom
Lors de l'unique engagement militaire du conflit, un tir aurait touché le navire Le Louis et atteint un seul objet à son bord, une marmite, ce qui a donné son nom à la guerre.

## Les préliminaires

### La guerre anglo-néerlandaise
Au cours de l'automne 1774 la Guerre d'indépendance des États-Unis débute : les treize colonies s'insurgent, la France et l'Espagne entrent en guerre, les Provinces-Unies refusent de se laisser forcer à soutenir la Grande-Bretagne et la cour de St. James débute la quatrième guerre anglo-néerlandaise (1780-1784).
Dès le début la Grande-Bretagne s'empare d'un grand nombre de colonies et de bases néerlandaises qui sont dispersées dans le monde et bloque hermétiquement la côte de la métropole produisant des effets désastreux sur le commerce et l'industrie des Pays-Bas.

### La paix séparée entre la France et la Grande-Bretagne
Quand la Grande-Bretagne et la France conviennent d'un cessez-le-feu en janvier 1783 les Provinces-Unies se trouvent dans la situation paradoxale d'être les seuls vaincus parmi les vainqueurs. La Grande-Bretagne essuie un refus des délégués néerlandais si bien que la France décide d'abandonner son allié et de signer un accord de paix séparé : le traité de Paris du 3 septembre 1783, normalement considéré comme la fin officielle des hostilités.

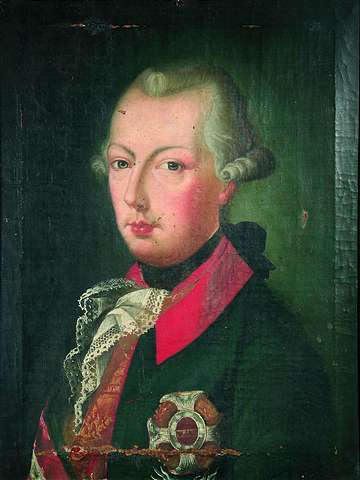
Portrait de l'Empereur Joseph II du Saint-Empire.

## La crise avec le Saint-Empire

### L'ultimatum de l'Empereur aux Provinces-Unies
En mai 1784, la position des Provinces-Unies devient encore plus difficile du fait d'un ultimatum de Joseph II qui, profitant de l'isolement diplomatique néerlandais, exige d'importantes concessions territoriales et l'agrandissement des territoires des Pays-Bas catholiques.
L’ultimatum, dénommé « tableau sommaire des prétentions », exige la cession des territoires dans le Limburg et dans les Flandres néerlandaises, la liberté de commerce des ports belges avec les colonies néerlandaises. Et enfin, l'exigence porte sur la libre navigation sur l'Escaut, donc la réactivation du port d'Anvers et au-delà celui de Gand (tous deux bloqués la première fois en 1585, avec de grands dommages pour le commerce et un avantage certain pour les Provinces-Unies) ainsi que la démolition des forts néerlandais sur ce fleuve.
Il s'agit de requêtes anciennes qui ont déjà envenimé les relations avec les Provinces-Unies et qui, quarante ans plus tard, envenimeront les relations avec le futur Royaume de Belgique, après la révolution belge de 1830.

### La brève réconciliation des partis politiques néerlandais
Ces demandes sont inacceptables pour les trois factions qui dominent la politique intérieure néerlandaise :
- pour le parti des patriotes parce que sont en jeu toutes les conquêtes historiques des Provinces-Unies au détriment des Pays-Bas catholiques espagnols, comme cela a été fixé par le traité de Münster de 1648 et par le Traités d'Utrecht de 1713,
- pour le parti orangiste qui a ses propres bases dans les provinces qui intéressent l'Empereur,
- pour le parti républicain parce que la résurgence du port d'Anvers aurait infligé des dommages cruciaux aux commerces d'Amsterdam.

On peut dire que Joseph II a commis un vrai impair, unifier tous les ennemis possibles dans une position commune, il en est ainsi des trois partis qui s'associent pour la première fois dans un effort conjoint de préparation militaire et d'actions politiques.

## Les premières initiatives diplomatiques

### Les négociations directes à Bruxelles
La nouvelle concorde nationale des Provinces-Unies n'est pas mise à l'épreuve, personne à La Haye, ni les états généraux, ni encore moins le Stathouder, n'ayant oublié les humiliations subies au cours de la récente et malheureuse guerre anglo-néerlandaise.
Les deux partis engagent des pourparlers à Bruxelles sur le « sommaire des prétentions ». La délégation impériale est emmenée par le milanais Belgiojoso, en qualité de plénipotentiaire des négociations.

### La paix avec la Grande-Bretagne
La diplomatie française ne se soucie pas de la situation pour vaincre les dernières résistances néerlandaises pour de marginales concessions coloniales : le 20 mai 1784, les plénipotentiaires néerlandais, à Paris, signent le traité de paix par lequel les Provinces-Unies cèdent Nagapattinam en Inde à la Grande-Bretagne et ouvrent aux navires britanniques le commerce des Moluques. En échange Londres restitue la plus grande partie des possessions occupées.

### La recherche d'uncasus-belli
La paix avec la cour de St. James affaiblit la stratégie de Joseph II qui avait compté sur l'assentiment britannique à son initiative, au moins pendant qu'était ouverte la querelle avec les Provinces-Unies.
Les blessures de la guerre sont trop récentes pour que La Haye puisse de manière réaliste compter sur le soutien de Londres : Joseph II n'a pas trouvé d'obstacle à une opération militaire à l'encontre des Provinces-Unies, surtout si elle se limite aux territoires contestés.
À ce stade, il reste à trouver un prétexte adéquat.

## La guerre

### La tentative de forçage du blocus d'Anvers
Les impériaux décident alors de forcer la situation en passant commande de la réalisation, auprès du port d'Anvers de trois bateaux, deux marchands et le brigantin Le Louis.
Le 6 octobre 1784 le petit convoi laisse le port pour descendre l'Escaut vers la mer. Le vaisseau Le Louis est commandé par le capitaine Lieven van Isseghem, d'Ostende. À sept heures du soir, il passe en vue du fort néerlandais de Kruisschans, sans répondre aux qui va là ! de la sentinelle. À huit heures de la matinée suivante, il passe face au fort de Lillo. Un quart d'heure plus tard, le brigantin est approché par une chaloupe qui demande des indications sur le voyage et reçoit en retour un refus du capitaine.
Non loin, face à l'emplacement de garnison néerlandais de Saaftingen, l'expédition est surprise par la présence d'un brigantin néerlandais, le De Dolfijn, caché sur le côté. Celui-ci tire une salve de canon qui oblige van Isseghem à s'arrêter mais il refuse toujours de donner les indications attendues. C'est alors que le De Dolfijn tire un boulet de canon mais de manière à ne pas toucher Le Louis, van Isseghem exige des explications et obtient, en retour, trois nouveaux coups de balles et mitraille qui endommagent le brigantin battant pavillon impérial en divers points. Un second canot néerlandais s'approche qui menace de couler le Le Louis si celui-ci tente de poursuivre vers la mer.
Le lendemain, 9 octobre, une partie de l'équipage du De Dolfijn prend pacifiquement possession du Le Louis pendant que van Isseghem avec un lieutenant capitaine ingénieur, A. de Launoy, part pour Bruxelles pour en référer aux autorités impériales.
Simultanément au Le Louis, le brigantin du Saint-Empire le Verwagtige commandé par le capitaine van Pettenhoven, lui aussi d'Ostende, tente le parcours inverse. Celui-ci est bloqué le 15 octobre, dans le port zélandais de Flessingue de l'escouade navale du vice-amiral Reynst.

### L'état de guerre
La nouvelle des événements arrive à Vienne et Joseph II ordonne à son ambassadeur à La Haye, le baron de Reischach, de quitter la ville sans prendre congé, pour mieux manifester la colère impériale. Dans le même temps, à Bruxelles, le comte de Belgiojoso indique à ses homologues néerlandais que l'Empereur considère les faits comme une insulte à son drapeau équivalente à une déclaration de guerre de la part des Provinces-Unies.
Le 30 octobre suivant, les États Généraux de La Haye protestent contre cette interprétation des faits, mais rappellent leur ambassadeur à Vienne, le comte de Wassenaer. Celui-ci, contrairement à son homologue de Reischach, demande une audience qui lui est refusée.
Le casus belli cherché et obtenu par l'empereur n'a cependant rien à voir avec l’insulte au drapeau perpétrée par le Dolfijn. Naturellement, les Néerlandais ont tout intérêt à minimiser les évènements, niant le bombardement et les menaces de destruction du convoi impérial.[réf. nécessaire]

### La préparation impériale
Edmundson soutient que les Impériaux ont un corps expéditionnaire de 80 000 hommes en état de préparation avancée. Dans tous les cas, l'Empire a planifié le forçage du blocus comme une provocation délibérée et pendant que des ordres étaient envoyés au comte de Belgiojoso, elle commandait à son armée l'ordre de marche.

### La préparation des Provinces-Unies
La nouvelle fait accélérer l'effort des sept provinces pour organiser de nouveaux contingents militaires. Les États Généraux chargent de la besogne le comte de Maillebois.
L'activité des États provinciaux se déploie de pair par exemple le 18 novembre les États provinciaux de la province de Hollande chargent le comte de Salm-Kyrburg de l'organisation d'une petite armée.
Le mouvement des patriotes est particulièrement actif, porteur d'exigences démocratiques et désireux de s'organiser en vue d'un futur défi pour le poste de Stathouder, la menace impériale leur donne l'occasion d'intensifier la création des exercitiegenootschappen, petits groupes de volontaires armées qui pratiquent le tir au mousquet et répondent aux chefs de parti locaux.

## La résolution de la crise

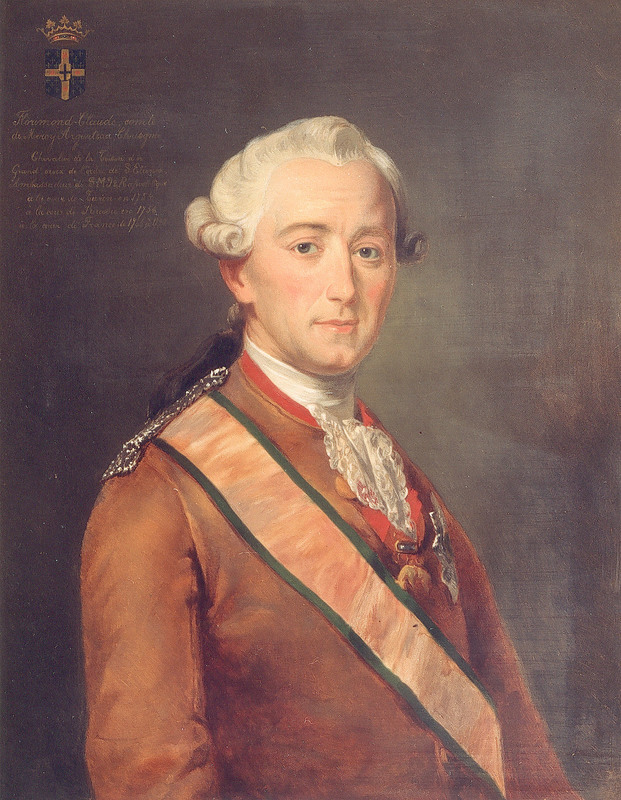
Portrait de l'ambassadeur du Saint-Empire à Paris, le comte Florimond de Mercy-Argenteau.

### Les Provinces-Unies demandent la médiation française
Sagement, les Provinces-Unies recourent à la diplomatie. La nomination de Maillebois est due au conseil du roi de Prusse Frédéric-Guillaume II, beau-frère du Stathouder Guillaume V d'Orange-Nassau intéressé à empêcher tout agrandissement du rival Joseph II.
De plus, elles comptent sur l'aide de la diplomatie française à laquelle est demandée une médiation. L'ambassadeur français à La Haye, le comte de Vergennes, convainc Louis XVI que si Paris refuse la médiation, les Provinces-Unies se tourneront vers Londres, ce qui mettrait fin à l'influence française sur son petit allié.

### Les menaces françaises auprès de Vienne
Il s'ensuit une note officielle envoyée le 27 novembre 1784 par les ministres de Louis XVI à l’ambassadeur de Joseph II à Paris, le comte Florimond de Mercy-Argenteau : la France « ne peut rester indifférente au sort des Provinces-Unies », elle se voit donc contrainte de rassembler des troupes sur la frontière des Pays-Bas autrichiens et elle se réserve le droit d'intervenir directement.
Il n'est pas facile d'évaluer le sérieux d'une telle menace : en effet, la France aussi sort de la récente participation à la guerre d'indépendance américaine. De plus, le Saint-Empire est le principal allié de la France en Europe depuis la guerre de Sept Ans (1756-1763) conduite par Marie-Thérèse d'Autriche aux côtés de Louis XV, respectivement mère de la femme de Louis XVI Marie-Antoinette et grand-père de ce même Louis XVI, ce qui faisait du roi de France le beau-frère de Joseph II.
En fait, la note diplomatique transmise à Mercy-Argenteau représente seulement un expédient réussi de Paris pour empêcher un affrontement entre deux puissances qui n'avaient aucun intérêt à un conflit ouvert.

### La contre-proposition impériale
Joseph II renonce alors à sa demande principale, la libre navigation sur l'Escaut, mais exige en compensation la cession de Maastricht et un important district sur la Meuse.

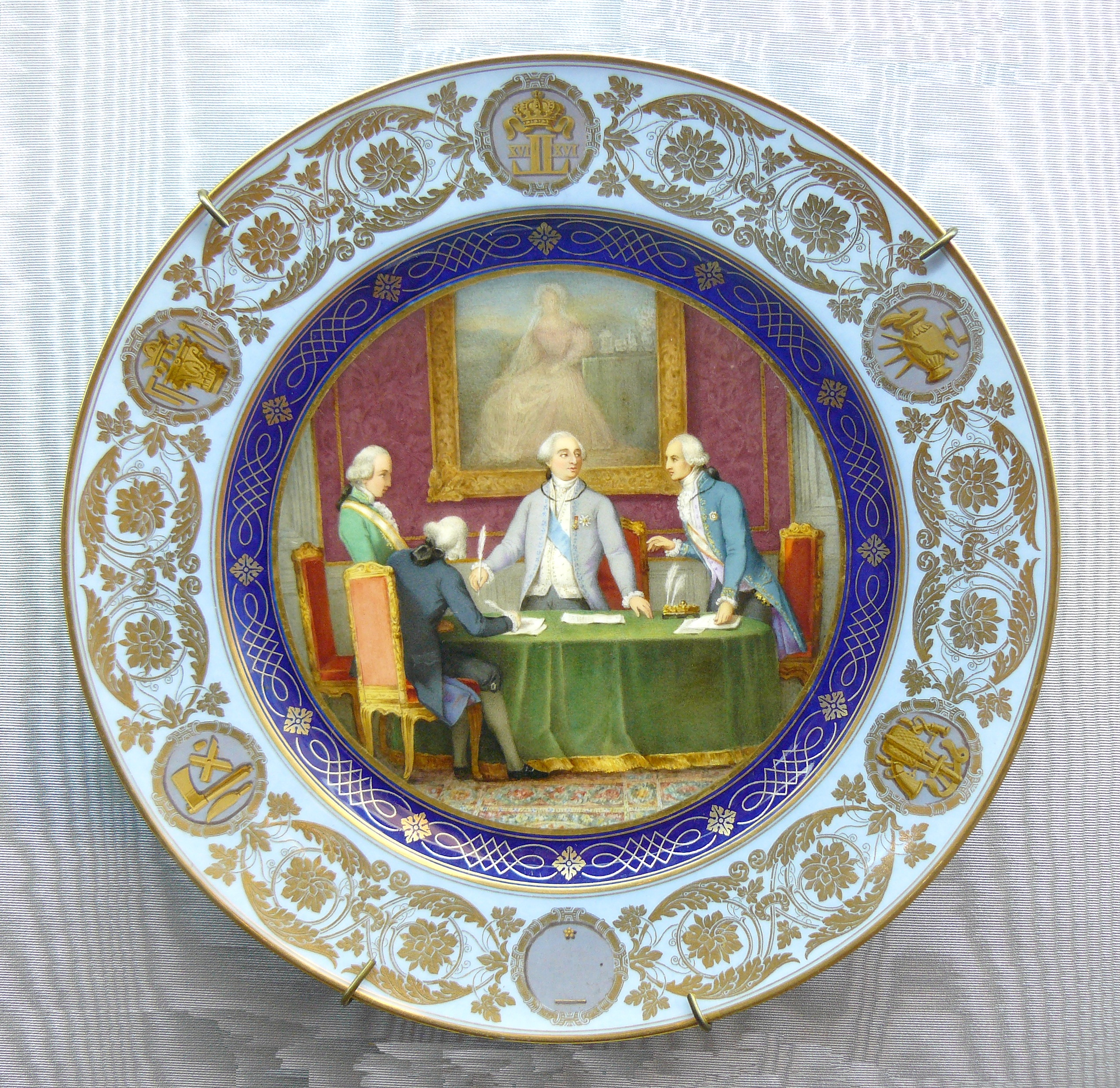
Assiette de Sèvres illustrant la signature du traité.

De nouveau, Vergennes convainc Paris de la repousser. Face à une telle humiliation, le chancelier Kaunitz réagit en faisant perquisitionner les voitures de deux plénipotentiaires néerlandais en voyage à Vienne, le comte de Wassenaer-Twickel et le baron de Linden, auxquels sont confisqués différents objets. Ceux-ci leur seront restitués peu avant leur admission auprès de Joseph II, le 24 juillet 1785, à Vienne.
Les contacts diplomatiques reprennent à Paris, les Impériaux exigeant une compensation égale à 15 millions de florins, les Provinces-Unies n'en offrant que 5,5. À la fin, on se met d'accord sur 10, les 4,5 supplémentaires étant à la charge de la France.

### Le traité de Fontainebleau
L'accord est confirmé par le traité de Fontainebleau, signé le 8 novembre 1785 : les Provinces-Unies maintiennent le blocus de l'Escaut et donc empêchent le renouveau du port d'Anvers. Ils acceptent, cependant, quelques compensations territoriales et militaires mineures et paient 9 500 000 florins pour le renoncement de Joseph II sur Maastricht.

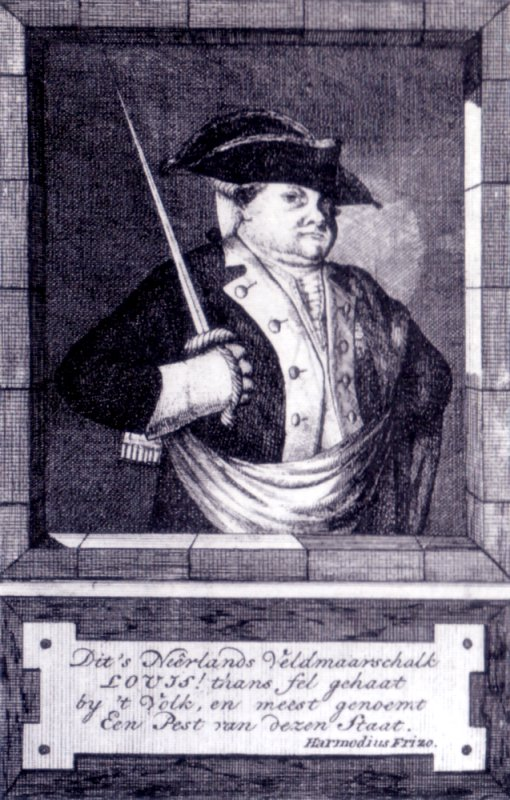
Caricature néerlandaise du duc Louis Ernest de Brunswick-Lüneburg.

## Les conséquences

### L'alliance militaire défensive avec la France
Peu de jours après la signature du traité de Fontainebleau, Paris et La Haye formalisent leur propre alliance, qui dans les faits remontait à la guerre anglo-néerlandaise, avec la signature d'une « confédération défensive ».

### Les conséquences sur la politique intérieure aux Pays-Bas
Le discutable succès international ne suffit pas à réconcilier les diverses factions politiques qui se disputent la suprématie des Provinces-Unies, se divisant en particulier en raison du rôle ambigu de Guillaume V de Orange-Nassau : en théorie le chef de l'armée mais dans les faits presque un monarque avec des pouvoirs vaguement limités dont la charge est de plus héréditaire.
Les polémiques reprennent comme au temps de l'échec de la guerre anglo-néerlandaise. Le duc Louis Ernest de Brunswick-Lüneburg, le principal courtisan de Guillaume V en fait les frais : alors qu'il s'est déjà retiré en 1782 à Den Bosch dont il était gouverneur, en 1784 il abandonne définitivement le pays, accusé, par les ennemis de Guillaume, de collusion avec l'empereur Joseph II dans sa tentative.
La principale conséquence est l'affrontement civil qui permet au parti démocratique des patriotes de provoquer en août 1786, un violent changement politique qui met en péril le pouvoir de Guillaume V, évènement passé à l'histoire sous le nom de première révolution batave.